# Virslīga 2019
La Virslīga 2019 fue la edición número 28 de la Virslīga, la primera división del fútbol de Letonia, también llamada División Superior de Letonia. La temporada inició el 9 de marzo de 2019 y culminó el 9 de noviembre del mismo año. Riga es el campeón defensor.

## Sistema de competicón
Los nueve equipos participantes jugarán entre sí todos contra todos cuatro veces totalizando 32 partidos cada uno, al término de la jornada 36 el primer clasificado obtendrá un cupo para la primera ronda de la Liga de Campeones 2020-21, mientras que el segundo y tercer clasificado obtendrán un cupo para la primera ronda de la Liga Europa 2020-21; por otro lado el último clasificado descenderá a la Primera Liga 2020.
Un tercer cupo para la primera ronda de la Liga Europa 2020-21 será asignado al campeón de la Copa de Letonia.

## Equipos participantes
Nueve clubes compiten en la liga, las ocho escuadras de la temporada 2018 (no hubo descenso) y el campeón de la Primera Liga de Letonia, que corresponde a la segunda división: el Daugavpils.
| Club             | Ciudad     | Estadio                          | Capacidad |
| ---------------- | ---------- | -------------------------------- | --------- |
| Daugavpils       | Daugavpils | Celtnieks Stadium                | 4.070     |
| Jelgava          | Jelgava    | Olympic Sports Center of Zemgale | 1.560     |
| Liepāja          | Liepāja    | Daugava Stadium                  | 5.008     |
| FK Metta         | Riga       | Hanzas vidusskolas laukums       | 2.000     |
| Riga             | Riga       | Skonto Stadium                   | 8.207     |
| RFS              | Riga       | Stadions Arkādija                | 1.000     |
| Spartaks Jūrmala | Jūrmala    | Slokas Stadium                   | 2.800     |
| Valmieras        | Valmiera   | J. Daliņa stadions               | 2.000     |
| Ventspils        | Ventspils  | Ventspils Olimpiskais Stadions   | 3.044     |

### Ascensos y descensos
| Pos. | Ascendidos de Primera Liga 2018 |
| ---- | ------------------------------- |
| 1    | Daugavpils                      |

| Pos. | Descendidos de Virslīga 2018 |
| ---- | ---------------------------- |
|      | No hubo                      |

## Tabla de posiciones
| Pos. | Equipo           | Pts. | PJ | G  | E  | P  | GF | GC | Dif. | Clasificación 2020–21                 |
| ---- | ---------------- | ---- | -- | -- | -- | -- | -- | -- | ---- | ------------------------------------- |
| 1    | Riga (C)         | 66   | 32 | 20 | 6  | 6  | 59 | 21 | +38  | Primera ronda de la Liga de Campeones |
| 2    | RFS              | 59   | 32 | 17 | 8  | 7  | 55 | 32 | +23  | Primera ronda de la Liga Europa       |
| 3    | Ventspils        | 47   | 32 | 12 | 11 | 9  | 47 | 43 | +4   | Primera ronda de la Liga Europa       |
| 4    | Valmieras        | 46   | 32 | 12 | 10 | 10 | 37 | 34 | +3   | Primera ronda de la Liga Europa       |
| 5    | Spartaks Jūrmala | 44   | 32 | 13 | 5  | 14 | 49 | 64 | −15  |                                       |
| 6    | Liepāja          | 39   | 32 | 11 | 6  | 15 | 41 | 43 | −2   |                                       |
| 7    | Jelgava          | 38   | 32 | 9  | 11 | 12 | 34 | 37 | −3   |                                       |
| 8    | Daugavpils       | 31   | 32 | 8  | 7  | 17 | 27 | 50 | −23  |                                       |
| 9    | Metta (O)        | 26   | 32 | 6  | 8  | 18 | 35 | 60 | −25  | Promoción por la permanencia          |

Actualizado a los partidos jugados el 8 de noviembre de 2019.
 Fuente: Soccerway

## Tabla de resultados cruzados
Los clubes jugarán entre sí en cuatro ocasiones para un total de 28 partidos cada uno.
| Local \ Visitante | DAU | JEL | LIE | MLU | RFS | RIG | SPJ | VAL | VEN |
| ----------------- | --- | --- | --- | --- | --- | --- | --- | --- | --- |
| Daugavpils        | —   | 0–2 | 1–0 | 1–0 | 0–1 | 0–1 | 4–1 | 1–0 | 0–3 |
| Jelgava           | 1–0 | —   | 1–2 | 1–2 | 0–0 | 0–1 | 0–3 | 0–1 | 2–1 |
| Liepāja           | 2–3 | 1–0 | —   | 2–1 | 0–0 | 1–2 | 0–1 | 1–0 | 4–0 |
| Metta/LU          | 0–1 | 2–1 | 1–2 | —   | 1–2 | 1–2 | 3–0 | 1–4 | 2–1 |
| FK RFS            | 3–2 | 2–1 | 2–0 | 2–2 | —   | 3–1 | 0–0 | 0–1 | 4–1 |
| Riga              | 4–0 | 1–1 | 1–0 | 2–1 | 2–0 | —   | 6–1 | 0–1 | 2–0 |
| Spartaks Jūrmala  | 3–0 | 1–2 | 1–0 | 1–0 | 2–3 | 0–4 | —   | 2–0 | 4–3 |
| Valmieras FK      | 2–0 | 0–0 | 1–0 | 0–2 | 0–2 | 1–0 | 1–2 | —   | 1–1 |
| Ventspils         | 1–1 | 1–1 | 1–1 | 2–0 | 2–0 | 1–0 | 2–1 | 2–2 | —   |

| Local \ Visitante | DAU | JEL | LIE | MLU | RFS | RIG | SPJ | VAL | VEN |
| ----------------- | --- | --- | --- | --- | --- | --- | --- | --- | --- |
| Daugavpils        | —   | 2–2 | 1–0 | 0–0 | 0–1 | 0–3 | 2–3 | 2–2 | 1–1 |
| Jelgava           | 2–2 | —   | 0–0 | 1–0 | 1–1 | 0–0 | 5–2 | 0–0 | 1–2 |
| Liepāja           | 1–2 | 3–1 | —   | 2–1 | 3–3 | 2–2 | 2–2 | 2–3 | 1–2 |
| Metta/LU          | 1–0 | 0–3 | 2–3 | —   | 1–1 | 0–4 | 1–1 | 1–1 | 3–3 |
| FK RFS            | 2–0 | 2–0 | 1–2 | 6–1 | —   | 1–2 | 6–0 | 1–0 | 2–1 |
| Riga              | 2–0 | 0–1 | 1–0 | 5–0 | 1–1 | —   | 4–1 | 0–0 | 0–0 |
| Spartaks Jūrmala  | 2–0 | 1–2 | 4–2 | 2–2 | 1–0 | 2–4 | —   | 3–0 | 0–1 |
| Valmieras FK      | 1–1 | 3–1 | 2–1 | 3–3 | 1–3 | 0–1 | 3–0 | —   | 2–0 |
| Ventspils         | 3–0 | 1–1 | 0–1 | 2–1 | 3–0 | 2–1 | 2–2 | 2–2 | —   |

## Play-off de relegación
Se jugó entre el último clasificado de la liga; contra el campeón de la Primera Liga 2019.
| Ida, 13 de noviembre de 2019, 17:30 | Metta | 0:0 | Super Nova | Hanzas Vidusskolas Laukums, Riga |  |

| Vuelta, 16 de noviembre de 2019, 13:00 | Super Nova  | 1:3 (1:1) (Global 1:3) | Metta                                        | Olaines stadions, Olaine |  |
|                                        | - Regža 42' |                        | - 13' Masangane - 48' Veneranda - 59' Šibass |                          |  |

## Goleadores
| Pos. | Jugador                 | Club             | Goles |
| ---- | ----------------------- | ---------------- | ----- |
| 1    | Darko Lemajić           | Riga             | 15    |
| 2    | Tosin Aiyegun           | Ventspils        | 11    |
| 3    | Nemanja Belaković       | Spartaks Jūrmala | 10    |
| 3    | Tamirlan Dzhamalutdinov | Metta            | 10    |
| 5    | Tomáš Šimkovič          | RFS              | 8     |
| 5    | Vugar Asgarov           | BFC Daugavpils   | 8     |
| 7    | Emmanuel Arokodare      | Valmiera         | 7     |
| 7    | Jānis Ikaunieks         | Liepāja          | 7     |
| 9    | Roman Debelko           | Riga             | 6     |
| 9    | Tomáš Malec             | RFS              | 6     |